# Naukas
Naukas es una plataforma web española que aloja un centenar de blogs dedicados a la divulgación científica. Su lema es «Ciencia, escepticismo y humor».

## Historia

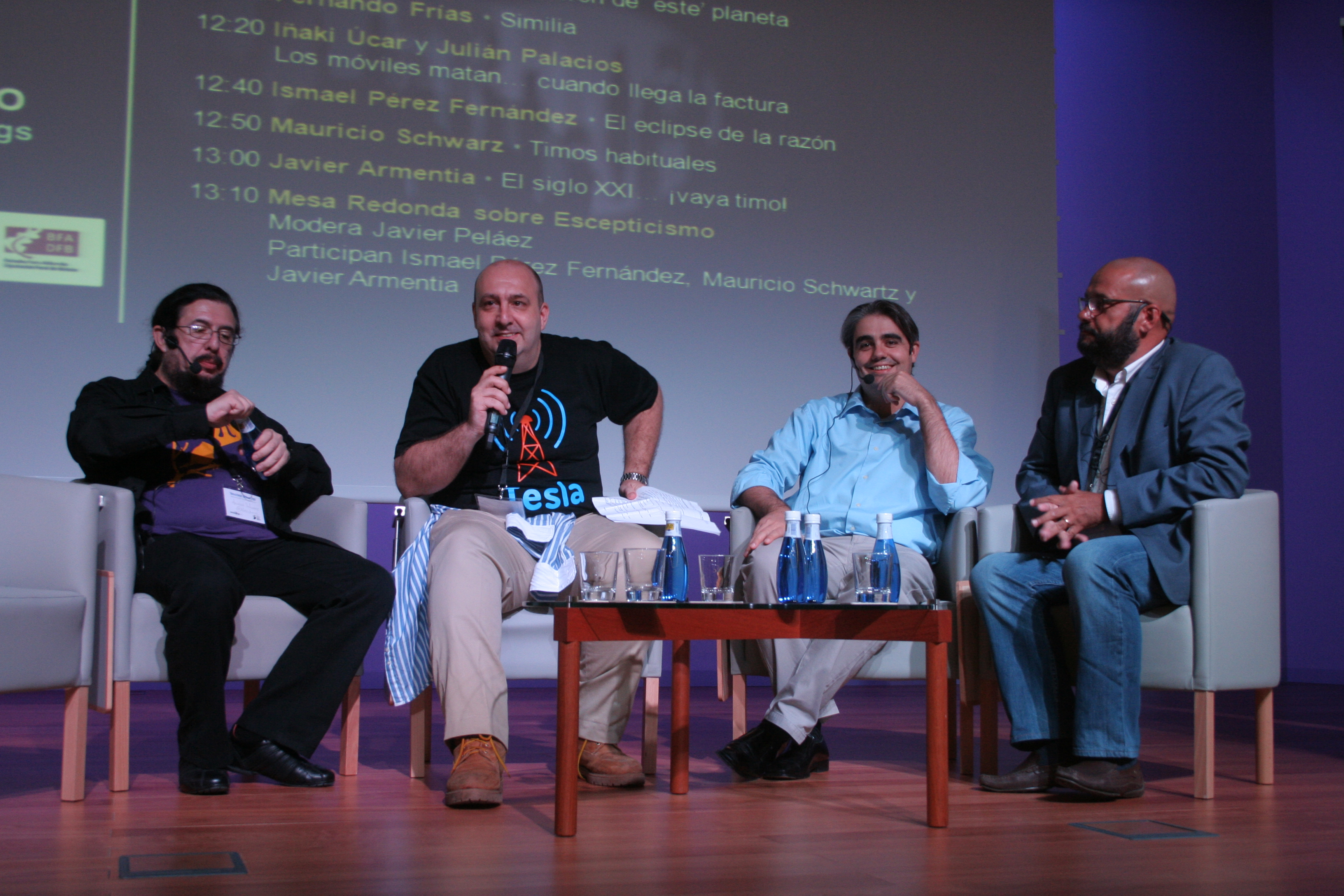
Mauricio Schwartz, Javier Peláez, Ismael Pérez y Javier Armentia en Amazings 2011

El blog Amazings.es fue fundado el 3 de julio de 2010 por los blogueros y divulgadores Miguel Artime (autor del blog Maikelnai’s), Antonio Martínez Ron (Fogonazos), José Cuesta (Inercia Creativa) y Javier Peláez (La aldea irreductible). Su logotipo incluía una representación estilizada de la  Torre Wardenclyffe, como un homenaje a Nikola Tesla. Amazings.es contó desde el principio con un acuerdo con la revista Quo, que publicaría un artículo cada mes bajo el sello de Amazings.es tanto en formato papel como en la página web.
El 25 de septiembre de 2012, adoptó su nombre actual, Naukas, inspirado en la palabra rusa para «ciencia» (наука, translit. naúka), y pasó a ser un portal web más que un blog.

### Premios Tesla
En 2012, Amazings.es creó los Premios Nikola Tesla de Divulgación Científica, como unos galardones con la forma de la Torre Wardenclyffe que se entregarían en las jornadas anuales.
- 2012: José Luis Blanco, José Manuel López Nicolás, Clara Grima
- 2013:  Daniel Marín, Arturo Quirantes, Sergio Palacios[7]
- 2014: Natalia Ruiz Zelmanovitch, César Tomé, Xurxo Mariño[8]
- 2015: J. M. Mulet, Laura Morrón, José Ramón Alonso[9][10]
- 2016: Deborah García Bello, Francis Villatoro, Ignacio López-Goñi[11]
- 2017: José Cervera, Almudena M. Castro, Daniel Torregrosa[12]
- 2018:  José A. Pérez Ledo,  Joaquín Sevilla Moróder, Gemma del Caño[13]
- 2019: Fernando Frías, Teresa Valdés-Solís, Carlos Briones[14]
- 2021: Conchi Lillo, Susana Escudero, Javier Pedreira (Wicho)[15]
- 2022: Laura Morán, Javier Armentia, Eugenio Manuel Fernández Aguilar[16]

## Jornadas de divulgación científica
Naukas celebra todos los años desde 2011 unas jornadas de divulgación científica en Bilbao y desde 2016, también en otras ciudades, como Coruña, Pamplona, San Sebastián o Córdoba.
A partir de la edición de 2013, se pueden seguir en directo Naukas Bilbao en la página web de EITB, el ente público de radio y televisión autonómico del País Vasco.
| Edición                                                           | Lugar                                      | Fechas                         | Referencia    |
| ----------------------------------------------------------------- | ------------------------------------------ | ------------------------------ | ------------- |
| Amazings Bilbao 2011                                              | Paraninfo de la Universidad del País Vasco | 23-24 de septiembre de 2011    | [ 18 ]        |
| Amazings/Naukas Bilbao 2012                                       | Paraninfo de la Universidad del País Vasco | 28-29 de septiembre de 2012    | [ 19 ]        |
| Naukas Bilbao 2013                                                | Paraninfo de la Universidad del País Vasco | 27-28 de septiembre de 2013    | [ 20 ]        |
| Naukas Bilbao 2014                                                | Paraninfo de la Universidad del País Vasco | 26-27 de septiembre de 2014    | [ 21 ] [ 22 ] |
| Naukas Bilbao 2015                                                | Paraninfo de la Universidad del País Vasco | 11-12 de septiembre de 2015    | [ 23 ]        |
| Naukas Vitoria Kausal 2016                                        | Palacio de Congresos y Exposiciones Europa | 26 de mayo de 2016             |               |
| Naukas Coruña 2016 «Neurociencia»                                 | Teatro Rosalía de Castro                   | sábado 11 de junio de 2016     | [ 24 ]        |
| Naukas Bilbao 2016                                                | Paraninfo de la Universidad del País Vasco | 16-17 de septiembre de 2016    | [ 25 ]        |
| Naukas Coruña 2017 «La vida, el universo, y todo lo demás»        | Teatro Rosalía de Castro                   | 25 de febrero de 2017          | [ 26 ]        |
| Naukas Bilbao 2017                                                | Palacio Euskalduna                         | 14-17 de septiembre de 2017    | [ 27 ] [ 28 ] |
| Naukas Valladolid 2017, «La ciencia del futuro»                   | Teatro Calderón                            | 30 de septiembre de 2017       |               |
| Naukas Donostia (San Sebastián) 2018, «De lo pequeño a lo grande» | Teatro Victoria Eugenia                    | 19 de mayo de 2018             | [ 29 ]        |
| Naukas Coruña 2018                                                | Teatro Rosalía de Castro                   | 30 de junio de 2018            | [ 30 ]        |
| Naukas Bilbao 2018                                                | Palacio Euskalduna                         | 13-16 de septiembre de 2018    |               |
| Naukas Valladolid 2018, «La ciencia del futuro»                   | Teatro Zorrilla                            | 29 de septiembre de 2018       |               |
| Naukas Córdoba 2019, «Las que cuentan la ciencia»                 | Teatro Góngora                             | 12 de enero de 2019            | [ 31 ]        |
| BCAM Naukas, «El día de Pi»                                       | Paraninfo de la Universidad del País Vasco | 13 de marzo de 2019            |               |
| Naukas Murcia y vida 2019                                         | Teatro Romea                               | 11 de mayo de 2019             |               |
| Naukas Pamplona 2019, «Otros mundos»                              | Palacio Baluarte                           | 25 de mayo de 2019             |               |
| Naukas Coruña 2019, «Medicina y salud en el siglo XXI»            | Teatro Rosalía de Castro                   | 8 de junio de 2019             |               |
| Naukas Bilbao 2019                                                | Palacio Euskalduna                         | 19-22 de septiembre de 2019    |               |
| Naukas Valladolid 2019, «La ciencia del futuro»                   | Teatro Zorrilla                            | 9 de noviembre de 2019         |               |
| Naukas Córdoba 2020, «Las que cuentan la ciencia: los finales»    | Teatro Góngora                             | 11 de enero de 2020            |               |
| Naukas Rota 2020, «Por tierra, mar y aire»                        | Auditorio Alcalde Felipe Benítez           | 14 de marzo de 2020 (Aplazado) |               |
| Naukas Bilbao 2021                                                | Palacio Euskalduna                         | 24-25 de septiembre de 2021    | [ 32 ]        |
| Naukas Valladolid 2021, "La ciencia del futuro"                   | Teatro Zorrilla                            | 13 de noviembre de 2021        | [ 33 ]        |

## Reconocimientos
Amazings.es ganó en 2010 el premio Bitacoras.com al mejor blog de ciencia.